# Franz Eugen Klein
Franz Eugen Klein (* 29. April 1912 in Wien, Österreich-Ungarn; † 20. Oktober 1944 im KZ Auschwitz-Birkenau) war ein österreichischer Dirigent an der Wiener Volksoper, Komponist, Pianist und für seine Blitzparodien bekannt. Er war Jude.

## Leben
Franz Eugen Klein war der Sohn des Kaufmanns Armin Klein (geboren am 19. Dezember 1871 in Temeswar, gestorben am 23. Februar 1944 in Theresienstadt) und von Margarete Smetana (Geburtstag unbekannt, gestorben 1967 in Wien). Er hatte einen älteren Bruder, Ernst Otto Klein (geboren am 22. Juli 1906, Sterbedatum und -ort unbekannt).
Franz Eugen Klein war ab der Saison 1932/33 bis zur Schließung durch die Nationalsozialisten nach dem „Anschluss“ Österreichs 1938 gemeinsam mit Fritz Spielmann (1906–1997) Dirigent und Hauskomponist im Kabarett Der liebe Augustin. Die Kleinkunstbühne war 1931 von der arbeitslosen Schauspielerin Stella Kadmon gegründet worden. Am 17. August 1932 wurde die von Klein komponierte und von Peter Hammerschlag geschriebene Kabarettnummer „Jeder sein eigenes Weekend“ im Radio übertragen.
Klein dirigierte bis 1938 auch am Theater in der Josefstadt, dem Alt-Wiener Volkstheater, bei den Wiener Kammerspielen und an der Volksoper Wien. Er wirkte im Kabarett von Karl Farkas mit. Klein war berühmt für seine musikalischen Blitzparodien und beherrschte zahlreiche klassische Werke, darunter auch viele Opern. Im Augustin wurden beispielsweise Wagner-Parodien aufgeführt, dessen geblähtes Pathos man lächerlich machte. In einem Heft der Reihe „Ein Chanson für jeden Tag“ (Musikverlag Adolf Robitschek, Wien/Leipzig) veröffentlichte er 1937 den von ihm komponierten und von Fritz Jahn getexteten Chanson und Foxtrott „Ein Mädchen geht durch die Gassen...“. Die letzte bekannte Adresse Kleins war die Kasernengasse 4 (heute Otto-Bauer-Gasse) im 6. Bezirk. Am 10. März 1938 fand im Augustin die letzte Aufführung statt.
Klein floh vor den Nationalsozialisten ins Exil nach Frankreich und wurde dort zusammen mit Farkas im Lager Meslay-du-Maine interniert. Am 9. Oktober 1942 wurden er und seine Ehefrau Susanne ins Ghetto Theresienstadt deportiert, wo er mit Gideon Klein und Viktor Ullmann und anderen das musikalische Leben für die Mithäftlinge gestaltete.
Neben den von Rafael Schächter immer neu zusammengestellten Gruppen gründete Klein ein aus böhmischen, deutschen und österreichischen Sängern bestehendes weiteres Ensemble. Unter Kleins Leitung wurden unter anderem Carmen, Der Kuß, Tosca und Figaros Hochzeit konzertant aufgeführt. Die Uraufführung seiner Oper Der gläserne Berg wird vermutet, ist aber bislang nicht nachgewiesen. Die Partitur und das Libretto sind nicht erhalten, der Librettist blieb unbekannt. Die Oper soll von den Kompositionen Alban Bergs beeinflusst worden sein.
Am 16. Oktober 1944 wurde Klein in das Vernichtungslager Auschwitz-Birkenau deportiert und dort sofort nach der Ankunft ermordet.

## Werk
- Oper Der gläserne Berg (nicht erhalten)
- Chanson Das amerikanische Riesenspielzeug
- Kabarettprogramm Öffentliche Geheimnisse 1935